# بلادي (أغنية الشاب فضيل)
 "Mon Pays" هي أغنية صدرت عام 2006 من أداء المغني فُضيل وكانت أول أغنية من ألبومه "مونديال كوريدا" وحققت نجاحًا كبيرًا في فرنسا.

## معلومات
تلقت هذه الأغنية بثًا مكثفًا على الراديو والتلفزيون (المركز 29 على مخطط البث لعام 2006 والمركز 19 على مخطط التلفزيون) في فرنسا  ، حيث ظهرت الأغنية مباشرة في المركز الأول يوم 11 نوفمبر 2006 ، ثم تراجعت وظلت لمدة عشرة أسابيع في العشرة الأوائل و 38 أسبوعًا على الرسم البياني. اعتبارًا من أغسطس 2014 ، كانت الأغنية المنفردة رقم 66 الأكثر مبيعًا في القرن الحادي والعشرين في فرنسا ، اما في بلجيكا كانت لـ 28 أسبوعًا في قائمة أفضل 40 أغنية، 18 منها في المراكز العشرة الأولى وأسبوع واحد على القمة.

## قائمة الإصدارات
قرص مضغوط
1. "Mon Pays" (راديو) - 3:45
2. "Mon Pays" (ريمكس) - 3:44

التحميل الرقمي
1. "Mon Pays" (راديو) - 3:45
2. "Mon Pays" (ريمكس) - 3:44
3. "Mon Pays" (كاريوكي) - 3:48

## المخططات والشهادات
| مخطط 2005/2006                   | أفضل مركز |
| -------------------------------- | --------- |
| Belgian (Wallonia) Singles Chart | 1         |
| Eurochart Hot 100                | 6         |
| French Digital Chart             | 1         |
| French SNEP Singles Chart        | 1         |
| Swiss Singles Chart              | 19        |

| مخطط 2006                        | المركز |
| -------------------------------- | ------ |
| Belgian (Wallonia) Singles Chart | 33     |
| French Digital Chart             | 15     |
| French Singles Chart             | 10     |
| مخطط 2007                        | المركز |
| Belgian (Wallonia) Singles Chart | 20     |
| French Singles Chart             | 32     |

| البلد  | الشهادة | المبيعات                                   | التحميل الرقمي |  |
| ------ | ------- | ------------------------------------------ | -------------- |  |
| بلجيكا | ذهب     | 20,000                                     |                |  |
| فرنسا  | بلاتين  | 323,000 (257,300 في 2006 + 65,700 في 2007) | 16,600 في 2006 |  |